# Briarcliff (Arkansas)
Briarcliff è una città statunitense situata nello Stato dell'Arkansas, nella Contea di Baxter.